# Lonely Teardrops
Lonely Teardrops är en låt besjungen av R&B-sångaren Jackie Wilson, delskriven av Motown-grundaren Berry Gordy och utgiven på Brunswick Records i november 1958. Låten kom att bli Wilsons första top 10-hit och utgöra ett incitament för Gordy att grunda Tamla Records, sedermera Motown, då han fann en lukrativare marknad i att vara musikrättighetsinnehavare snarare än låtskrivare. Wilson spelade in låten en andra gång 1965, denna gång som B-sida med annat arrangemang.
År 1975, under ett scenframförande av Lonely Teardrops, kollapsade Wilson och föll i koma som varade de 9 sista åren av hans liv.

## Hedersomnämnanden
- Rolling Stone Magazine listade 2004 Lonely Teardrops som #308 på deras The 500 Greatest Songs of All Time.[1]

- Tilldelades GRAMMY Hall Of Fame Award år 1999.[5]